# British Open (snooker)
De British Open is een professioneel snookertoernooi. Het werd voor het eerst gehouden in het voorjaar van 1985. Vanaf het seizoen 2004/2005 werd het toernooi niet meer gehouden, tot het in 2021 na 17 jaar weer op de kalender werd gezet.
In het seizoen 1998-1999 werd het toernooi pas later gehouden, waardoor het toernooi twee keer plaatsvond in 1999, voor de seizoenen 1998-1999 en 1999-2000. Sindsdien werd het in het najaar gespeeld.

## Winnaars
| Seizoen                             | Winnaar                        | Winnaar                        | Verliezend finalist            | Verliezend finalist            | Score                          |
| British Gold Cup (non-ranking)      | British Gold Cup (non-ranking) | British Gold Cup (non-ranking) | British Gold Cup (non-ranking) | British Gold Cup (non-ranking) | British Gold Cup (non-ranking) |
| ----------------------------------- | ------------------------------ | ------------------------------ | ------------------------------ | ------------------------------ | ------------------------------ |
| 1979/1980                           | Alex Higgins                   | NIR                            | Ray Reardon                    | WAL                            | 5-1                            |
| Yamaha Organs Trophy (non-ranking)  |                                |                                |                                |                                |                                |
| 1980/1981                           | Steve Davis                    | ENG                            | David Taylor                   | ENG                            | 9-6                            |
| International Masters (non-ranking) |                                |                                |                                |                                |                                |
| 1981/1982                           | Steve Davis                    | ENG                            | Terry Griffiths                | WAL                            | 9-7                            |
| 1982/1983                           | Ray Reardon                    | WAL                            | Jimmy White                    | ENG                            | 9-6                            |
| 1983/1984                           | Steve Davis                    | ENG                            | David Martin John Dunning      | ENG                            | ¹                              |
| British Open (ranking)              |                                |                                |                                |                                |                                |
| 1984/1985                           | Silvino Francisco              | RSA                            | Kirk Stevens                   | CAN                            | 12-9                           |
| 1985/1986                           | Steve Davis                    | ENG                            | Willie Thorne                  | ENG                            | 12-7                           |
| 1986/1987                           | Jimmy White                    | ENG                            | Neal Foulds                    | ENG                            | 13-9                           |
| 1987/1988                           | Stephen Hendry                 | SCO                            | Mike Hallett                   | ENG                            | 13-2                           |
| 1988/1989                           | Tony Meo                       | ENG                            | Dean Reynolds                  | ENG                            | 13-6                           |
| 1989/1990                           | Bob Chaperon                   | CAN                            | Alex Higgins                   | NIR                            | 10-8                           |
| 1990/1991                           | Stephen Hendry                 | SCO                            | Gary Wilkinson                 | ENG                            | 10-9                           |
| 1991/1992                           | Jimmy White                    | ENG                            | James Wattana                  | THA                            | 10-7                           |
| 1992/1993                           | Steve Davis                    | ENG                            | James Wattana                  | THA                            | 10-2                           |
| 1993/1994                           | Ronnie O'Sullivan              | ENG                            | James Wattana                  | THA                            | 9-4                            |
| 1994/1995                           | John Higgins                   | SCO                            | Ronnie O'Sullivan              | ENG                            | 9-6                            |
| 1995/1996                           | Nigel Bond                     | ENG                            | John Higgins                   | SCO                            | 9-8                            |
| 1996/1997                           | Mark Williams                  | WAL                            | Stephen Hendry                 | SCO                            | 9-2                            |
| 1997/1998                           | John Higgins                   | SCO                            | Stephen Hendry                 | SCO                            | 9-8                            |
| 1998/1999                           | Fergal O'Brien                 | IRL                            | Anthony Hamilton               | ENG                            | 9-7                            |
| 1999/2000                           | Stephen Hendry                 | SCO                            | Peter Ebdon                    | ENG                            | 9-5                            |
| 2000/2001                           | Peter Ebdon                    | ENG                            | Jimmy White                    | ENG                            | 9-6                            |
| 2001/2002                           | John Higgins                   | SCO                            | Graeme Dott                    | SCO                            | 9-6                            |
| 2002/2003                           | Paul Hunter                    | ENG                            | Ian McCulloch                  | ENG                            | 9-4                            |
| 2003/2004                           | Stephen Hendry                 | SCO                            | Ronnie O'Sullivan              | ENG                            | 9-6                            |
| 2004/2005                           | John Higgins                   | SCO                            | Stephen Maguire                | SCO                            | 9-6                            |
| British Open (ranking)              |                                |                                |                                |                                |                                |
| 2021/2022                           | Mark Williams                  | WAL                            | Gary Wilson                    | ENG                            | 6-4                            |
| 2022/2023                           | Ryan Day                       | WAL                            | Mark Allen                     | NIR                            | 10-7                           |
| 2023/2034                           | Mark Williams                  | WAL                            | Mark Selby                     | ENG                            | 10-7                           |
| 2024/2025                           | Mark Selby                     | ENG                            | John Higgins                   | SCO                            | 10-5                           |

¹ De finale werd gespeeld in een poule fase tussen drie spelers.